# Grote Scheldeprijs 2018
El Grote Scheldeprijs 2018 va ser la 106a edició del Grote Scheldeprijs. Es disputà el 4 d'abril de 2018 sobre un recorregut de 200,4 km amb sortida a Borsele i final a Schoten. La cursa formà part de l'UCI Europa Tour amb una categoria 1.HC.
El vencedor final fou el neerlandès Fabio Jakobsen (Quick-Step Floors), que s'imposà a l'esprint a l'alemany Pascal Ackermann (Bora-Argon 18) i a l'anglès Christopher Lawless (Team Sky).

## Equips
L'organització convidà a 23 equips a prendre part en aquesta edició del Grote Scheldeprijs.
| WorldTeams (11)- Astana - Bora-Hansgrohe - Dimension Data - EF Education First-Drapac p/b Cannondale - Groupama-FDJ - Katusha-Alpecin - Lotto Soudal - Lotto NL-Jumbo - Quick-Step Floors - Sky - Team Sunweb Equips continentals professionals (12)- Aqua Blue Sport - CCC Sprandi Polkowice - Cofidis, Solutions Crédits - Fortuneo-Samsic - Israel Cycling Academy - Roompot-Nederlandse Loterij - Sport Vlaanderen-Baloise - UnitedHealthcare - Vital Concept - Vérandas Willems-Crelan - WB-Aqua Protect-Veranclassic - Wanty-Groupe Gobert |
| |

## Classificació final
| \| Classificació general \| Classificació general \| Classificació general \| Classificació general \| Classificació general \| \| Corredor \| Corredor \| Equip \| Temps \| \| \| --------------------- \| --------------------- \| ------------------------ \| --------------------- \| --------------------- \| \| 1r \| Fabio Jakobsen \| Quick-Step Floors \| 4h 23' 51" \| \| \| 2n \| Pascal Ackermann \| Bora-Hansgrohe \| + 0" \| \| \| 3r \| Christopher Lawless \| Team Sky \| + 0" \| \| \| 4t \| Jens Debusschere \| Lotto-Soudal \| + 0" \| \| \| 5è \| Jérémy Lecroq \| Vital Concept \| + 0" \| \| \| 6è \| Max Walscheid \| Team Sunweb \| + 0" \| \| \| 7è \| Timothy Dupont \| Wanty-Groupe Gobert \| + 0" \| \| \| 8è \| Jonas Rickaert \| Sport Vlaanderen-Baloise \| + 0" \| \| \| 9è \| Bram Welten \| Fortuneo-Samsic \| + 0" \| \| \| 10è \| Marco Haller \| Katusha-Alpecin \| + 0" \| \| |                     |                          |            |
| |                     |                          |            |
| Font: ProCyclingStats |                     |                          |            |
| Classificació general |                     |                          |            |
| Corredor | Corredor            | Equip                    | Temps      |
| 1r | Fabio Jakobsen      | Quick-Step Floors        | 4h 23' 51" |
| 2n | Pascal Ackermann    | Bora-Hansgrohe           | + 0"       |
| 3r | Christopher Lawless | Team Sky                 | + 0"       |
| 4t | Jens Debusschere    | Lotto-Soudal             | + 0"       |
| 5è | Jérémy Lecroq       | Vital Concept            | + 0"       |
| 6è | Max Walscheid       | Team Sunweb              | + 0"       |
| 7è | Timothy Dupont      | Wanty-Groupe Gobert      | + 0"       |
| 8è | Jonas Rickaert      | Sport Vlaanderen-Baloise | + 0"       |
| 9è | Bram Welten         | Fortuneo-Samsic          | + 0"       |
| 10è | Marco Haller        | Katusha-Alpecin          | + 0"       |